# Канем-Борну
Імперія Канем-Борну — імперія, що базувалася навколо озера Чад, яка колись володіла територіями, що зараз є частиною Нігерії, Нігеру, Камеруну, Лівії, Алжиру, Судану та Чаду. Імперія підтримувалася завдяки процвітаючій транссахарській торгівлі і була однією з найстаріших і найдовговічніших імперій в історії Африки.
Заснування та рання історія імперії Канем-Борну маловідомі. Зазвичай вважають, що держава була заснована приблизно 700 роком, хоча вона могла бути створена століттями раніше або пізніше. Правляча династія Дугува правила зі своєї столиці Нджімі в регіоні Канем і використовувала правлячий титул маї. До XI століття дугува була замінена династією Сайфава, а імперія прийняла іслам. Економічні чинники та конфлікт з народом Білала призвели до втрати Канема у XIV столітті. Маї Омар I перемістив центр імперії в регіон Борну, який раніше був васальною державою. Далі тривало століття політичної нестабільності, поки маї Алі I Гаджи як нову постійну столицю заснував Нгазаргаму. Хоча Канем пізніше був повернутий маї Ідрісом II Катагармабе, вчені іноді ділять історію Канем-Борну на два періоди: на ранню Імперію Канем та пізнішу Імперію Борну. З XV століття імперія переживала повільний, але неухильний занепад через зміну економічних моделей та конфлікти з різними сусідами, такими як туареги. Незважаючи на це, імперія досягла піку свого розквіту й впливовості за правління маї Ідріса III Алуми наприкінці XV століття та ще довго після цього залишалася могутньою та процвітаючою.
Після джихаду фулані у ХІХ столітті династію Сайфава замінила династія аль-Канемі, яка правила з титулом шеху (шейх). У 1893 році Канем-Борну був завойований суданським воєначальником Рабіхом аз-Зубайром, який перетворив імперію на жорстоку військову диктатуру. Подальші громадянські заворушення були використані Францією та Великою Британією. Хоча династія аль-Канемі була відновлена в 1900 році, вони керували за умов колоніальної залежності. Території імперії 1902 року були включені до складу французької та британської колоніальних імперій. Залишки режиму Канем-Борну існують і сьогодні у вигляді несуверенних еміратів Борно та Діква, двох традиційних еміратів у штаті Борно, Нігерія.

## Середньовічний період (бл. 700—1472)

### Походження та рання історія (бл. 700—1000рр.)

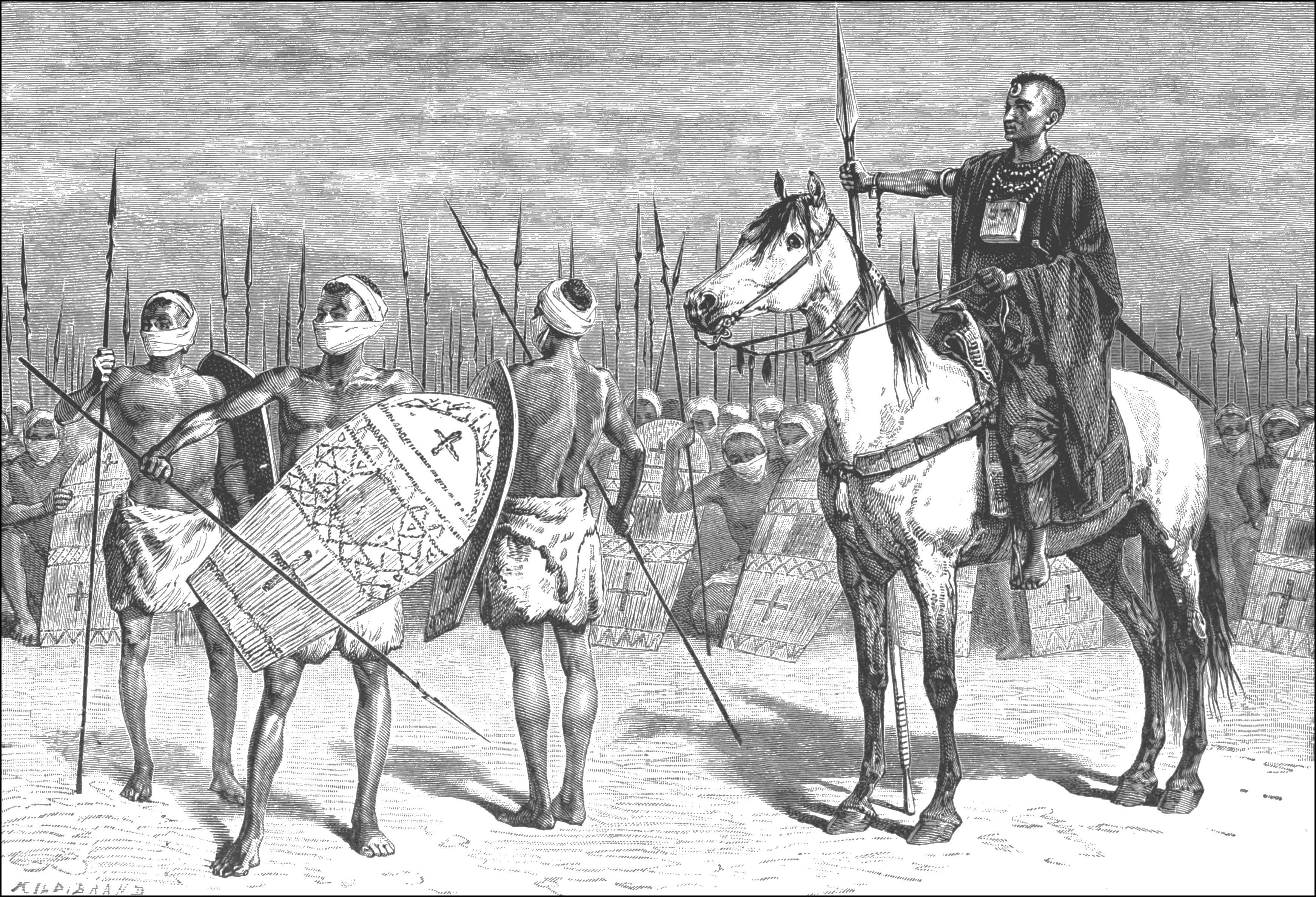
Воїни та вождь Канем-Борну, художник Елізе Реклю (1892)

Рання історія імперії Канем-Борну маловідома та є предметом дискусій. Вважається, що імперія виникла на землях між озером Чад та річкою Бахр-ель-Газаль, з центральною територією в регіоні Канем (на північний схід від озера Чад). Озеро Чад розташовувалося вздовж ключових торговельних шляхів, ідеально розташоване між Єгиптом та Суданом на сході, різними державами Західної Африки на заході та пустелею Сахара на півночі.
Відомо, що до V століття до нашої ери регіон опанував технологію виплавки заліза та приблизно в той час спостерігав посилення сільськогосподарської діяльності. До V століття нашої ери люди в Канемі завезли верблюдів або з Північної Африки, або з долини Нілу. Вважається, що поява верблюда сприяла багатій транссахарській торгівлі, хоча археологічні докази цієї торгівлі в доісламські часи практично відсутні. Контроль над цією торгівлею призвів до виникнення стратифікованих суспільств, які зрештою об'єдналися в держави. Один вчений, Дірк Ланге, припустив, що створення імперії Канем-Борну було пов'язане з біженцями після падіння Новоассирійської імперії у VII столітті до нашої ери, хоча ця гіпотеза була розкритикована за брак доказів і не знайшла підтримки серед інших дослідників.
Історія імперії Канем може сягати аж до VIII століття, а можливо, навіть раніше. Заснування імперії зазвичай датують приблизно 700-тими роки, хоча деякі вважають, що це сталося приблизно 900ті роки або навіть раніше приблизно 600-ті роки. Першою столицею імперії було місто Нджімі на схід від озера Чад, а її правителі прийняли титул маї. Місцезнаходження Нджімі так і не було задовільно визначено, попри спроби знайти його з середини ХІХ століття. Хоча були проведені лише обмежені дослідження первісного ядра імперії, столиця, можливо, була побудована з непостійних матеріалів. Деякі пізніші арабські джерела припускають, що у своєму первісному втіленні це було так зване «місто наметів».
Імперію, ймовірно, заснували скотарі-загава з плато Еннеді, але вона розширилася, охопивши кілька інших етнічних груп, таких як народ тубу на півночі. Імперія складалася з різних груп, включаючи кочових скотарів, землеробів та людей, звиклих до обробки заліза та верхової їзди. Різні групи зрештою призвели до появи народу канембу, який розмовляє ніло-сахарською мовою канембу. Рання імперія збагачувалася та ставала могутньою завдяки експорту рабів в обмін на коней та набігам на своїх сусідів.
Ранньою імперією Канем правила династія Дугува, аристократична група, яка обирала маї з-поміж себе. Дугува, ймовірно, були канембу. Пізніша легенда, що відображає бажання поєднати Канем з ширшим ісламським світом, стверджувала, що вони були нащадками мігрантів з Аравійського півострова, які одружилися з корінним населенням навколо озера Чад. Пізніша традиція як першого правителя імперії визначає маї Сусама. Династія Дугува отримала свою назву від третього правителя імперії, Дугу (або Дуку).
Політична історія імперії Канем-Борну значною мірою реконструюється через гіргам, королівську хроніку імперії. Гіргам зберігався завдяки усній традиції до того, як європейські вчені зробили його записи в середині ХІХ століття. Гіргам не є цілком достовірним, оскільки він зберігався усно, містить деякі біблійні персонажі у своїх ранніх розділах та містить деякі суперечності між різними версіями. Однак, між різними версіями гіргаму існує значна ступінь згоди щодо імен правителів та тривалості їхнього правління.

### Навернення до ісламу (бл. 1000—1380)

Вплив Канем-Борну близько 1200 року

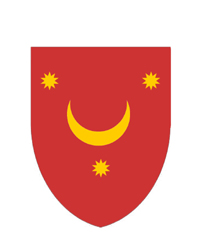
Герб династії Сайфава, за з картою Дульсерта (1339)

Іслам досяг сучасного Чаду вже за часів халіфату Омейядів (661—750), коли арабські загарбники досягли Феццана та гір Тібесті. Ця релігія, ймовірно, була завезена до Канема з півночі або народом тубу, або транссахарськими торговцями. Іслам, ймовірно, мав важливий вплив в імперії вже з середини VIII або ІХ століття. Можливо, частина населення на ранньому етапі прийняла ібадський іслам, як це сталося в Гао на північному заході. Перші правителі Канема ставилися до ісламу з обережністю, оскільки вважали, що ця релігія містить небезпечні ідеї, такі як рівність усіх віруючих перед Богом. У традиційних місцевих релігіях правитель часто наділявся надлюдською силою.
Першим мусульманським правителем Канема була маї Гуа (або Гавва) XI століття, яка, можливо, була жінкою. Наступник Гуа, Абд аль-Джаліл I, був повалений у другій половині XI століття маї Хумме, який заснував нову династію Сайфава. Династія Хумме також була мусульманською. Сайфава були за походженням канембу, але стверджували, що походять від єменського вельможі на ім'я Саїф ібн Зі Язан; інші африканські династії того часу іноді робили подібні заяви про арабське походження як джерело престижу. Після навернення правителів до ісламу, серед населення кількість навернень також загалом зросла. Оскільки іслам не дозволяв поневолення мусульман, головним інтересам не було примушувати їх до навернення в іншу віру понад певні межі, щоб і надалі задовольняти потребу в рабах на місцевих та транссахарських ринках. Транссахарська торгівля підтримувала імперію, яка мала змогу стягувати податки та мита з торгових товарів. Завдяки торгівлі, що здійснювалася через територію імперії, Канем мав доступ до більшості технологій та знань свого часу і міг процвітати та розширюватися.
Канем перетворився на справжню імперію завдяки експансії до оаз Кавар у ХІ столітті. В оазах було виявлено кілька археологічних пам'яток, залишків колишніх поселень, хоча їх ще належить розкопати. Вважається, що найпівнічніші поселення обслуговували мандрівників, тоді як південні поселення оазів були зосереджені на торгівлі сіллю. Контролюючи торговельні шляхи на північ, імперія Канем експортувала слонову кістку, рабів та продукти тваринного походження. Іноземні товари, зокрема зброя, книги, намистини та тканини, імпортувалися до імперії. Починаючи з XI століття, навколо столиці Нджімі, замість звичних кочових набігів та здирництва, поступово запроваджувалася система регульованого оподаткування хліборобів.
Зростання ісламізації Канема спостерігається з XI століття. Зафіксовано, що у ХІІІ столітті правитель Канема здійснив хадж до Мекки. Невдовзі після цього зафіксовано, що маї Дунама II Даббалемі ХІІІ століття «відкрив» муну. Що це була за муна, неясно, але, ймовірно, вона була центром доісламського культу. Дірк Ланге припустив, що це була статуя Амона, отримана з Мерое століттями раніше, яку Дунама розгорнув з певної вуалі. Дунама II вивів Канем на пік могутності. Він командував кавалерією з 40 000 вершників і поширив своє панування аж до Феццану. Війни проти Сао, що розташовувалися на південний захід від озера Чад, виправдовувалися ім'ям джихаду, а полонених продавали як рабів в обмін на додаткових коней з Північної Африки. Паломництва до Мекки стали звичним явищем, настільки, що в Каїрі було засновано гуртожиток для паломників та студентів з Канема. У 1257 році маї надіслав жирафа як подарунок Мухаммаду I аль-Мустансиру з династії Хафсидів в Іфрикії.

### Перехід до Борну (бл. 1380—1472)
У ХІІІ столітті маї вступили в конфлікт з народом булала, який жив у межах імперії. Конфлікт, можливо, був мотивований посиленням ісламізації, що відчужило більш традиціоналістських булала. Водночас Канем перевантажувався, страждав через надмірний випас і висихання пасовищ, не мав природних ресурсів, необхідних для держави такого розміру, та став надто залежним від особистої влади маї. Імперію почали мучити зростаючі внутрішні та зовнішні конфлікти, а також війни за спадщину. У XIV столітті,  приблизно 1380 року, Булала змогли усунути сайфаву від влади в Канемі та захопити Нджімі. Імперський контроль над землями на схід від озера Чад був припинений, і булала правили там незалежно до XVI століття.
Маї Омар I переселився через озеро Чад до Борну на заході, колишньої залежної території, заснованої у XIII столітті. Сейфава швидко перегрупувалися в Борну, відновивши там могутнє королівство, а маї продовжували правити, як і в Канемі. Змішані шлюби між народом канембу та місцевим народом сао, можливо, дали початок сучасному народу канурі, якого часто пов'язують з імперією Канем-Борну. Імперію продовжувала охоплювати політична нестабільність. Між приблизно 1390 і 1470 роками трон займали не менше п'ятнадцяти маїв, які правили один за одним. Приблизно протягом століття імперія не мала постійної столиці, адже двір маї постійно змінював своє місцерозташування. Відомості про переміщення та розташування маїв у цей період украй обмежені. До заснування постійної столиці Нгазаргаму в 1472 році, маї, очевидно, проживали в місці під назвою Гару Кіме протягом семи років і семи місяців. Це місце може відповідати сучасному Монгуно.

## Період нової історії (1472—1893)

### Імперська верхівка (1472—1602)

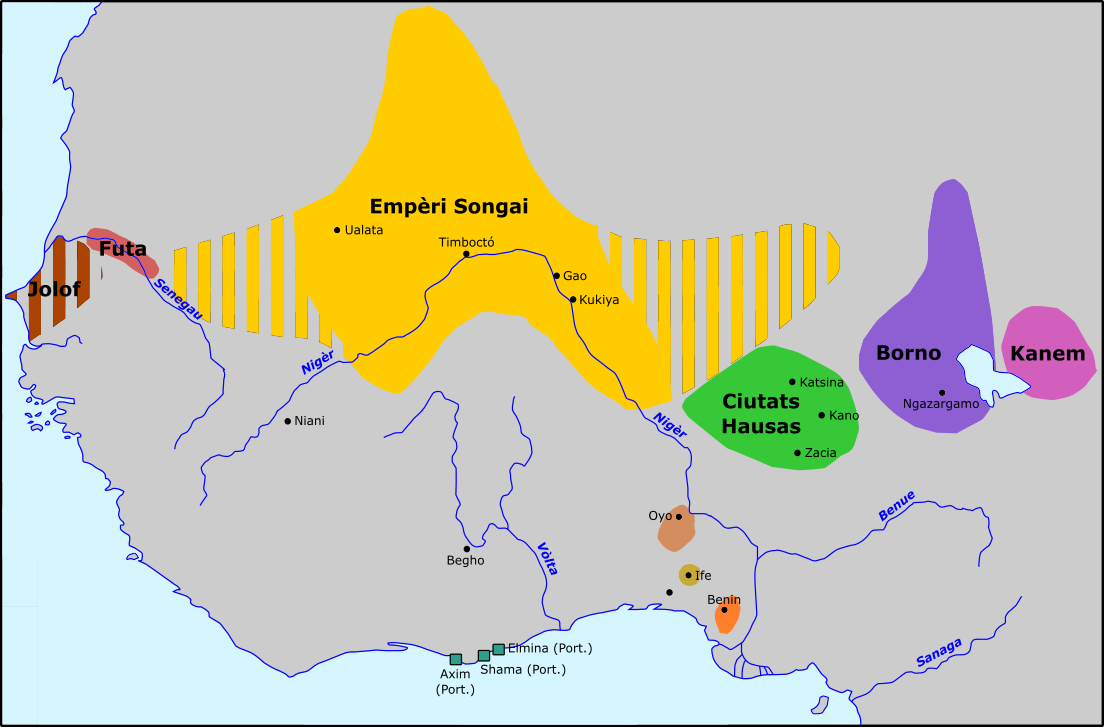
Західна Африка у XV столітті. Піднесення імперії Сонгай (жовтий) було загрозою для імперії Канем-Борну (фіолетовий).

У 1472 році маї Алі I Гаджи заснував першу значну столицю імперії Канем-Борну, Нгазаргаму. Нгазаргаму слугував міцною основою політичної влади та був вигідно розташований на південному кінці транссахарських торговельних шляхів, ближче до торговельних центрів, що розвивалися, в Хаусаленді. Протягом наступних трьох століть місто стало центром центрального Судану. Після заснування Нгазаргаму деякі з головних монархів навіть називали себе халіфами. Корінні звичаї та вірування продовжували зберігатися навіть у цей час, як-от правителі-маї, які зазвичай з'являлися за вуаллю або ширмою.
Імперія Канем-Борну розширилася у XV та XVI століттях. Маї воювали проти різних сусідніх держав, таких як міста-держави хауса та князівства Котоко на півдні, а також Вандала вздовж гір Мандара. Найгрізнішим ворогом, що виник у цей період, була Сонгайська імперія на заході, яка змагалася за вплив над Хаусалендом та іноді здійснювала набіги на територію Канем-Борну. Сам Канем на початку 1500-х років був відвойований маї Ідрісом II Катагармабе, хоча центр імперії продовжував залишатися в Борну, ймовірно, тому, що цей регіон був бульш родючіший та краще підходив для вирощування худоби.
Загроза, яку становила Сонгайська імперія у 1570-х роках, спонукала маї Ідріса III Алуму шукати союзу з Османською імперією. Канем-Борну контактував з османами з часів османського завоювання Триполі (1551 року), а османські найманці брали участь у різних місцевих конфліктах. До правління Алуми османська вогнепальна зброя та тактична перевага сприяли завоюванням на півдні та заході Борну. Завдяки дипломатичним зв'язкам з османським султаном Мурадом III, Алума забезпечив собі турецькі мушкети, а також отримав турецьких інструкторів для навчання армії Борну. Алума був амбітним правителем, який очолив кілька військових кампаній та довів імперію Канем-Борну до вершини її могутності. Хоча фактичне територіальне розширення держави за часів правління Алуми було відносно незначним, підкорення внутрішніх немусульманських груп сприяло консолідації держави, а дипломатія на далекі відстані сприяла торгівлі та культурному розвитку.
До кінця XVI століття сфера впливу імперії Канем-Борну простягалася від Хаусаленду до річки Бахр-ель-Газаль та від півдня озера Чад до Феццана. Розпад Сонгайської імперії в 1591 році та занепад таких міст, як Тімбукту та Дженне, зробили імперію Канем-Борну новим центром ісламської освіти в Центральній Африці.

### Занепад (1602—1807)

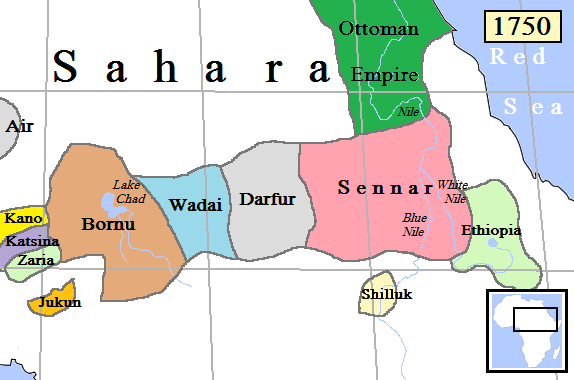
Королівство Канем-Борну та його сусіди близько 1750 року.

Після правління Алуми настав період стабілізації. Імперія вступила в конфлікт з туарезами через контроль над транссахарськими торговельними шляхами. Прямий контроль над маршрутами було втрачено, а конфлікт з туарезами у XVII столітті загострився настільки, що імперія запровадила більш оборонну зовнішню політику, створюючи військові прикордонні пости вздовж своїх північних, західних та східних кордонів. Імперія була зміцнена шляхом анексії кількох прикордонних держав, таких як міста-держави Котоко. Незважаючи на нарощування військової сили, імперія відмовилася від певних військових інновацій. Наприклад, до кінця XVII століття армії Борну перестали використовувати порохову зброю.
Транссахарська торгівля продовжувала процвітати протягом XVII століття, а це означало, що це все ще був період відносного економічного процвітання. Однак процес повільного економічного занепаду розпочався вже у XV столітті через перехід до Атлантичного океану. Транссахарська торгівля зрештою занепала настільки, що великі імперії більше не могли існувати, що призвело до появи менших королівств та політичного хаосу. Вторгнення туарегів та голод у другій половині XVII століття прискорили занепад імперії. У XVIII столітті імперська експансія та військова міць застигли. За часів правління маї Хамдана на початку XVIIІ століття імперія неодноразово воювала проти сусіднього султанату Мандара. Кілька десятиліть потому, за правління Маї Алі IV, конфлікт з королівством Мандара завершився вторгненням у Канем-Борну в 1781 році та поразкою його військ.

### Фула-джихади ташеху(1807—1893)

Королівство у 1810 році

Наприкінці XVIII та на початку ХІХ століття хвиля ісламського відродження прокотилася західною та центральною Африкою, частково мотивована конкуренцією між кочовим (переважно фульбе) та осілим населенням за землю. З 1804 року релігійний лідер Усман дан Фодіо розпочав серію військових кампаній (джихади Фула), спочатку проти різних держав Хаусаленду. В результаті цих походів послідовники Усмана назвали його Аміром аль-мумініном, а також було створено величезний халіфат Сокото. Через внутрішні чвари, втрати від Мандари та, можливо, нещодавню чуму, у той час Канем-Борну був особливо вразливим до нападів. Джихад досяг імперії 1807 року. Фульбе засудили народ Канем-Борну як неадекватних мусульман та захопили більшість західних провінцій імперії.
1808 року під керівництвом маї Ахмада фульбе захопили та зруйнували Нгазаргаму. Значна частина імперського ядра на той час потрапила до рук загарбників. Того ж року місцевий ісламський вчений Мухаммад аль-Амін аль-Канемі був втягнутий у місцеві конфлікти з фульбе в Борну та зумів розгромити деякі війська фульбе в регіоні Нгала. Перемога Аль-Канемі привернула до нього увагу нового маї Дунами IX Лефіамі, який викликав його для допомоги в обороні імперії. Під керівництвом аль-Канемі імперія, незважаючи на свій занепад, виявилася достатньо сильною, щоб протистояти загарбникам фульбе. Аль-Канемі отримав великий особистий вотчинний маєток з центром у Нгурно та організував велику кавалерійську армію, що значною мірою складалася з рабів, яку підтримували списники Канембу та арабська легка кавалерія. Він також очолив пропагандистську кампанію проти фульбських джихадистів, ставлячи під сумнів їхнє право вести священну війну проти Борну. Фульбе були вигнані з імперії, а маї Дунама повернувся до влади. Дунама ненадовго повторно зайняв те, що залишилося від Нгазаргаму, але незабаром покинув колишню столицю у 1809 році, оскільки вона була занадто близько до кордону з Фулані. На обурення свого народу Дунама відступив на схід, але не міг визначитися з новим місцем для постійної столиці, натомість затримуючись у кожному місці лише на кілька місяців.

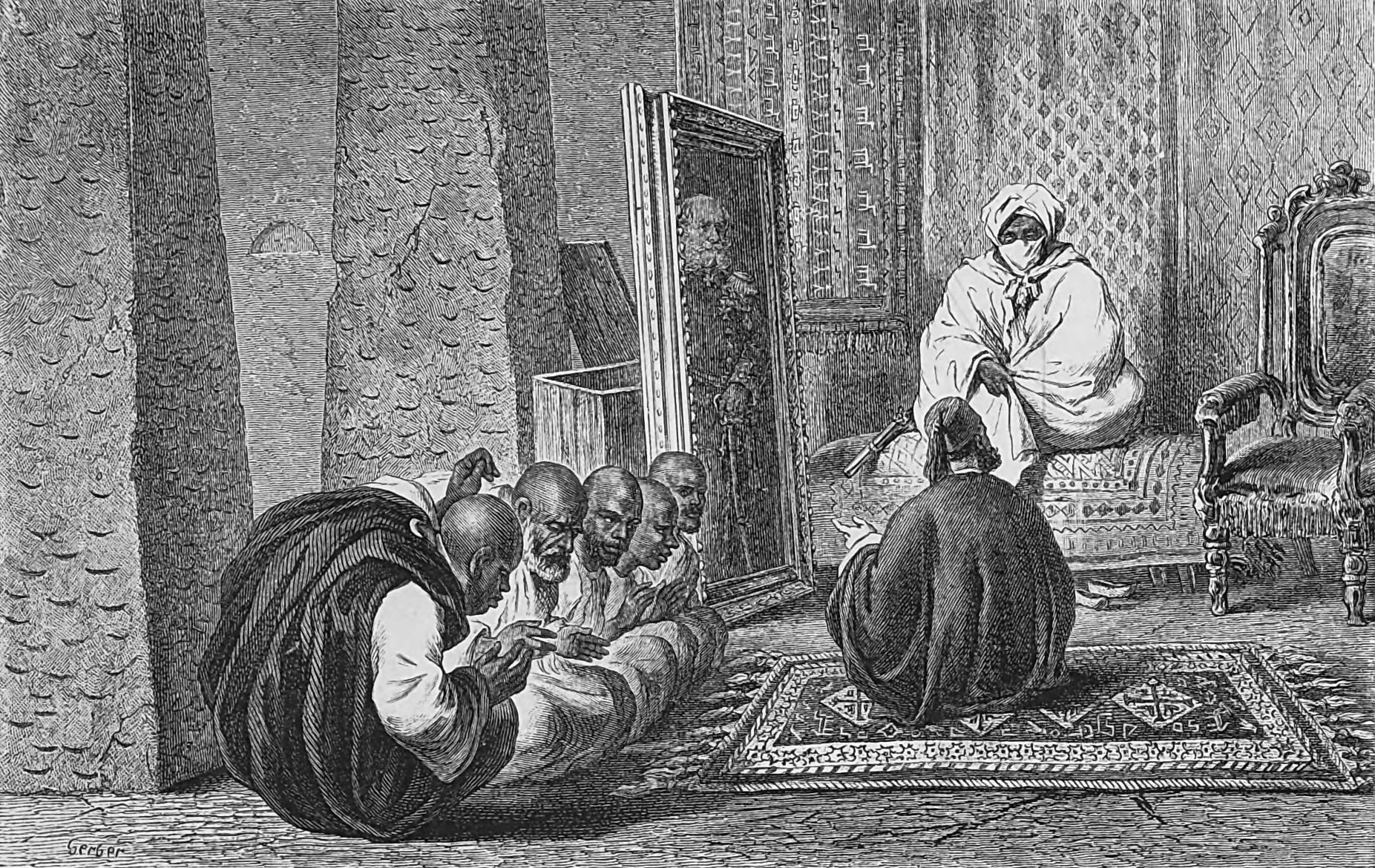
Шеху Умар отримує подарунки від Вільгельма I, короля Німецької імперії

Придворні інтриги, частково пов'язані з великою владою, наданою аль-Канемі, призвели до того, що 1811 року Дунама був скинутий його придворними, а його місце зайняв маї Мухаммад IX Нгілерума. За Мухаммада Нгілеруми була заснована нова столиця імперії в Кабелі, неподалік від резиденції аль-Канемі в Нгурно. Аль-Канемі підтримав відновлення Дунами 1814 року, але потім почав діяти більш незалежно. Аль-Канемі став фактичним правителем імперії і централізував владу під собою. Протягом кількох десятиліть маї зберігали титул, але фактично влада належала шеху. У 1814 році аль-Канемі прийняв титул шеху (шейха) та заснував нову резиденцію Кукава, яка перетворилася на один з найбільших мегаполісів Африки на південь від Сахари. 1817 року Дунама намагався усунути аль-Канемі, але сам був убитий і замінений молодим маріонетковим маї Ібрагімом IV. Після смерті аль-Канемі 1837 року, його наступником на посаді шеху став його син Умар. Умар зіткнувся з певним опором як з боку соратників свого батька, так і з боку маріонеткового маї, але швидко захопив владу. Пізніше Ібрагім спробував повалити Умара шляхом громадянської війни, але був убитий 1846 року. Посаду Ібрагіма ненадовго успадкував його син, маї Алі V Мінаргема, який також був розбитий і вбитий у битві. Тисячолітня посада маї закінчилася, і Умар та його наступники взяли на себе де-юре владу над імперією, хоча й з титулом шеху. Кабела була зруйнована, а Кукава стала офіційною столицею імперії.

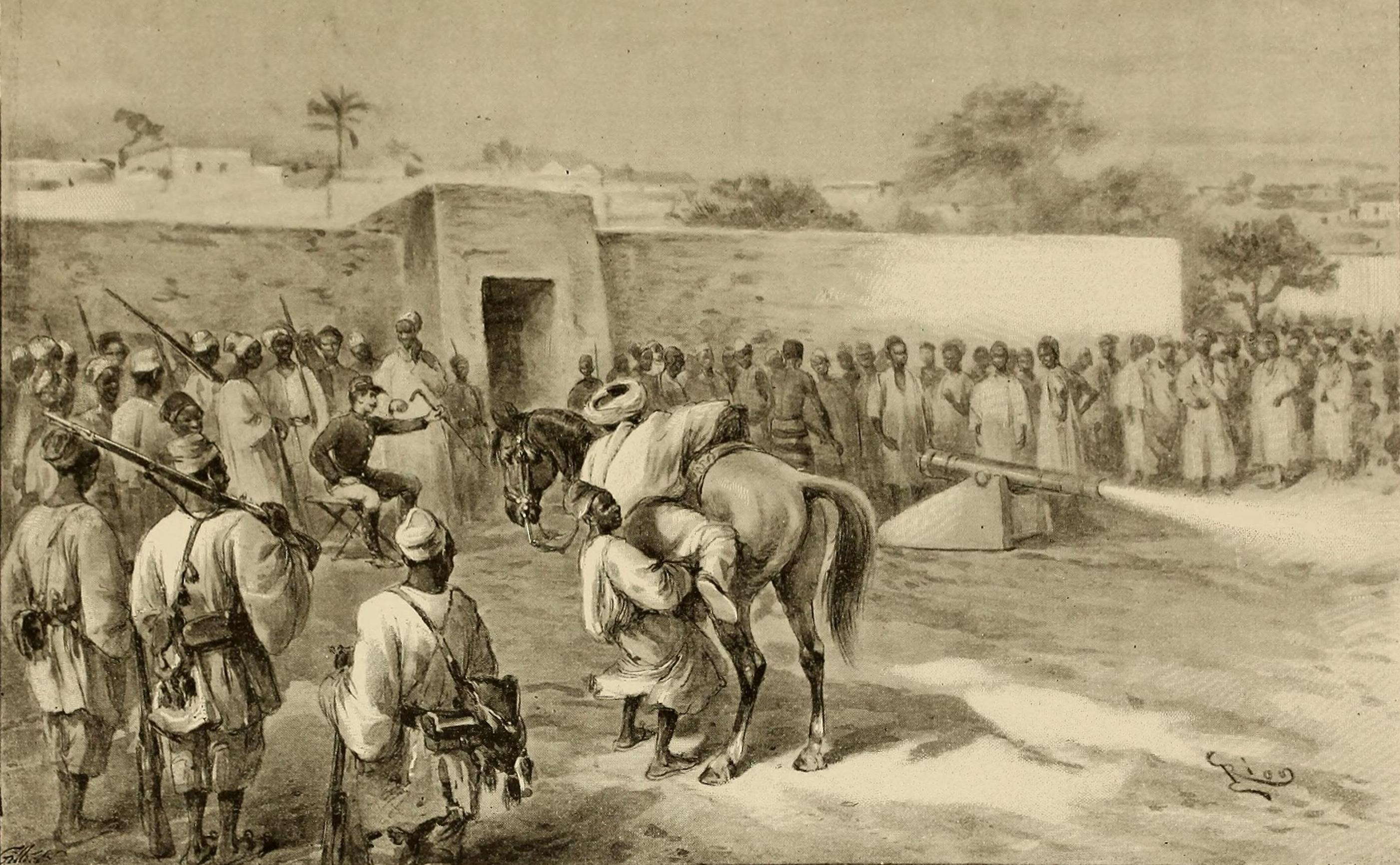
Шеху Ашімі отримує Парфе-Луї Монтея в Кукаві

Політична карта Західної Африки приблизно 1875 року, включаючи Канем-Борну та халіфат Сокото

Імперія Канем-Борну за шеху була значно слабшою, ніж кількома століттями раніше. Значна частина її колишньої західної території залишалася під управлінням халіфату Сокото, і держава була відрізана від транссахарської торгівлі на півночі. Економічна основа держави була ще більше послаблена тиском європейців щодо припинення работоргівлі. Економічна криза в Європі також призвела до втрати вартості альтернативних експортних товарів, таких як слонова кістка та страусине пір'я. До 1850-х років армія, яку імперія змогла зібрати, налічувала близько 10 000 кавалеристів (500 у броні) та ще більшу кількість піхоти. Ця кількість різко зменшилася порівняно з армією, яку аль-Канемі виставив на розгляд лише кілька десятиліть тому, і яка налічувала 30 000 кавалеристів та 9 000 списоносців.
Борну зацікавив різні європейські держави під час Борьби за Африку. У договорах та угодах 1890-х років Франція та Велика Британія працювали над визначенням «сфер впливу» в Африці. Протягом цього часу представники Франції та Великої Британії намагалися підписати договори з шеху Борну, щоб зрештою щоб підтвердити свої претензії на всю територію Борну в майбутніх переговорах. Французи були особливо зацікавлені, оскільки прагнули об'єднати свої існуючі колонії в Сенегалі, Алжирі та Конго. Сучасні французькі джерела називають володіння shehus as the Empire du Bornou («Імперія Борну»). У 1890 році Королівська Нігерська компанія спробувала підписати договір із шеху Хашимом, але їхніх представників було звільнено після двох місяців перебування в Кукаві. Потім шеху підняв прапор Османської імперії як символ свого невизнання британської влади. Парфе-Луї Монтей зрештою зумів встановити дипломатичні відносини з Борню від імені Франції у 1892 році. На той час, коли французи спробували скористатися цими зв'язками, Борну вже був захоплений суданським загарбником Рабіхом аз-Зубайром.

## Падіння Канем-Борну (1893—1902)

### Імперія Рабіха аз-Зубайра (1893—1900)

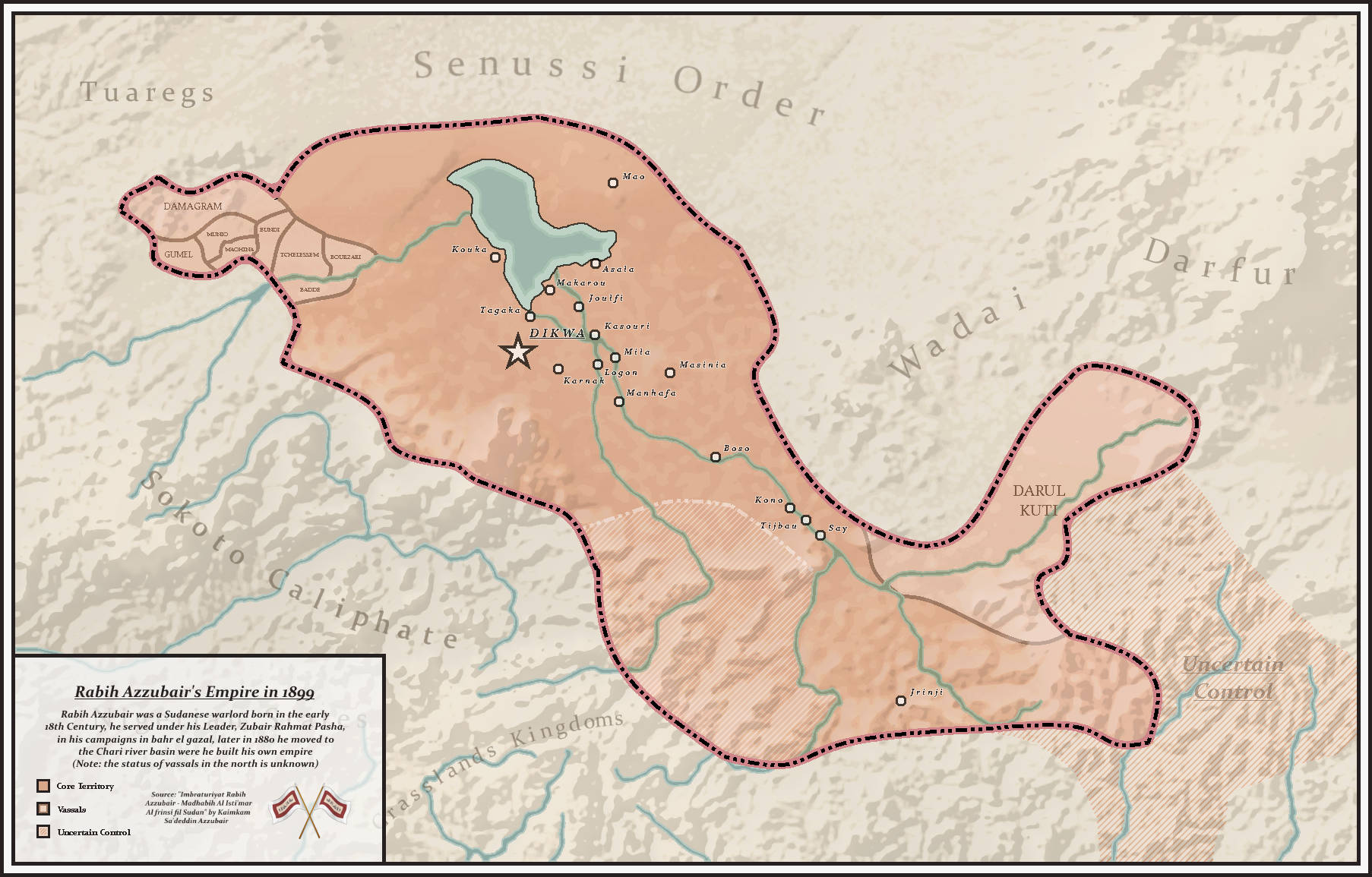
Територія, якою правив Рабіх аз-Зубайр 1899 року

Рабіх аз-Зубайр був суданським авантюрником та рабовласником, який проник на територію Борну у 1892/1893 роках. Війська Рабіха захопили Карнак Логоне, столицю невеликого султанату на південно-східному кордоні власне Борну, та вигнали місцеве населення. Маючи укріплений Карнакський Логоне як базу, Рабіх міг збирати ресурси з околиць та просуватися до Амджі, на кордоні з Борну. Шеху Ашімі послав проти Рабіха армію на чолі з досвідченим генералом Момманом Тахром. У подальшій битві війська Рабіха зайняли піднесену ділянку землі, оточену глиною, яка стала липкою після сильного дощу. Значна частина кавалерії Борну загрузла в глині та була розбита. Армія втекла, а Тахра було захоплено та страчено. У серпні 1893 року відбулася друга битва біля Лекарави, поблизу Нгали. Рабіх рішуче розгромив армію Борну, яку очолювали шеху Ашімі та його племінник К'ярі. Ашімі та кілька інших тих, хто вижив, втекли через річку Йобе, покинувши Кукаву.
Рабіх провів деякий час у Кукаві, але оселився в Дікві як столиці через краще сполучення та водопостачання. Захоплення влади Рабіхом зустріло опір народу Борну, і більша частина імперії спочатку залишалася вірною династії аль-Канемі. Селянське повстання, очолюване аалламом Ґантуром, змогло перемогти одного з командирів Рабіха. Проте, за деякий час воно було придушене. К'ярі вбив Ашімі та захопив владу як новий шеху. К'ярі спочатку успішно боровся проти військ Рабіха, і вони зіткнулися в битві на берегах річки Йобе в лютому/березні 1894 року. Рабіх знову здобув перемогу, а К'ярі було схоплено та страчено. Брат К'ярі, Санда Вудурома, дістався до південного Борну, де його проголосили шеху, але менш ніж через місяць його схопили та стратили. Кукаву було розграбовано та спалено, а її 120 000  –200 000  мешканців було вбито, поневолено або розігнано.

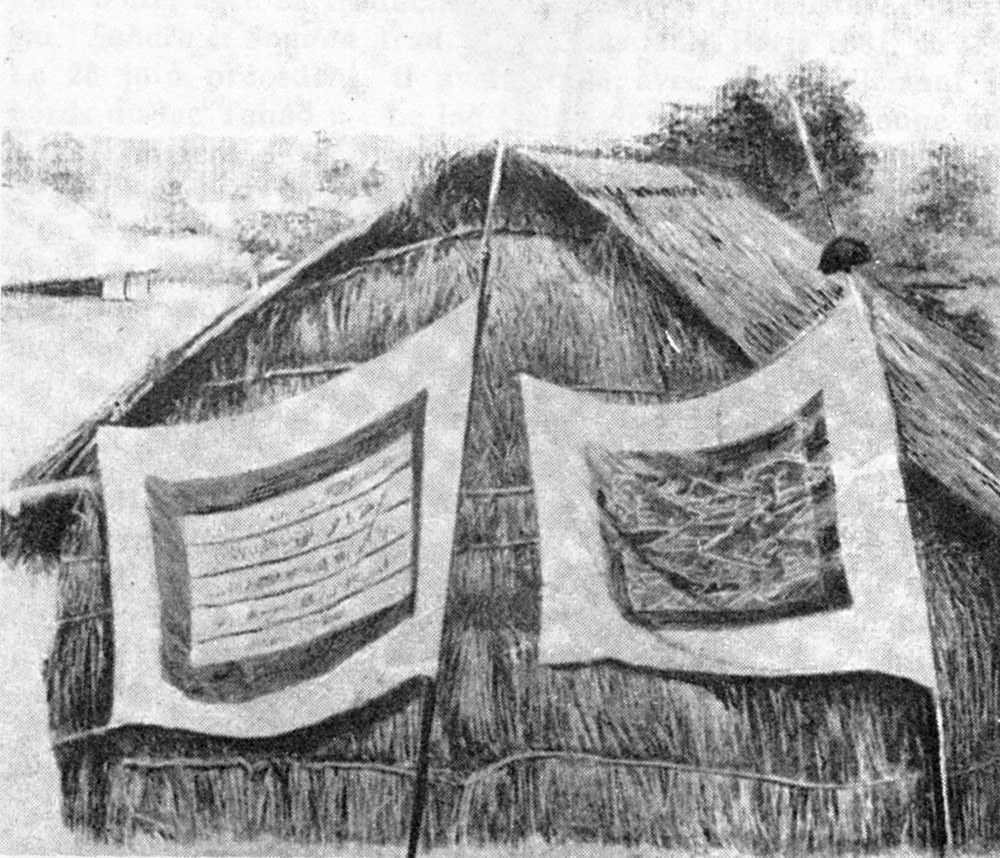
Бойові прапори Рабіха аз-Зубайра

Смерть Санди Вудуроми залишила Рабіха беззаперечним володарем Борну. Безпрецедентне завоювання ознаменувало перший випадок, коли імперія потрапила під іноземне панування. У геополітичному плані Рабіх діяв подібно до своїх попередників, прагнучи підтримувати кордони імперії та домінувати над різними меншими васальними державами, що оточували імперське ядро. Однак його правління було надзвичайно жорстоким, відзначалося жорстокими покараннями, високим оподаткуванням та безпрецедентною концентрацією влади. Рабіх встановив військову диктатуру під керівництвом еміра та крихітної військової ради (Зубат аль-Кубар). Командири Рабіха стали головними власниками феодальних володінь імперії. Тим провінційним правителям та придворним, які підкорилися військам Рабіха, їм дозволили зберегти свої володіння, хоча й під пильним наглядом військових командирів, розміщених у Дікві. Коли з місцевими правителями ставало важко мати справу, їх страчували. У більшості випадків Рабіх намагався знайти заміну серед своїх найближчих родичів. Незважаючи на жорстокість, правління Рабіха було в деяких аспектах також справедливішим і менш корумпованим, ніж аристократичне правління шеху, яке йому передувало. Хоча оподаткування було високим, ставка податку також була фіксованою, і податки стягувалися лише раз на рік. Більшість державних доходів витрачалася на армію та оборону. Рабіх заснував палац у Дікві,  але на особисту розкіш витрачалося мало грошей, що різко контрастувало з шеху.
адміністративній політиці Рабіх найбільше зосереджувався на зборі податків та постачанні. Незважаючи на високу ефективність, податкова система була здирницькою для населення, а податки збиралися настільки важко і жорстоко, що це викликало повстання і міграції за межі імперії. Повстання 1896 року в Нганзаї було придушене, понад сотню його лідерів стратили. Значна частина зібраних грошей була витрачена на палац Рабіха та армію. Пограбування і масове переміщення людей під час правління Рабіха в поєднанні з невизначеністю, створеною завоюванням, сильно вплинули на економіку Борну, особливо на сільськогосподарський сектор. Колишня продуктивна сільськогосподарська база держави була зруйнована, і Рабіх не зміг її відродити. Сільське господарство також постраждало від набігів армії Рабіха на села в пошуках їжі, що розпалило подальші заворушення.
Завоювання Рабіхом Борну було загрозою для колоніальних кордонів та сфер впливу, передбачених на переговорах між Сполученим Королівством, Францією та Німецькою імперією. Британці вирішили визнати Рабіха законним правителем імперії, називаючи його «султаном Борно». Французи вирішили визнати Рабіха незаконним, оскільки таким чином вони могли б виправдати завоювання частин його імперії. У 1899 році Рабіх наказав стратити французького дослідника Фердинанда де Беагля, а Франція відповіла вторгненням у його імперію. Французи легко могли завербувати місцевих союзників у війні. Спочатку Рабіх мав успіх проти французів під командуванням Еміля Жантіля, але зрештою був розбитий і вбитий у битві при Куссері (22 квітня 1900 року).

### Реставрація Аль-Канемі (1900—1902)

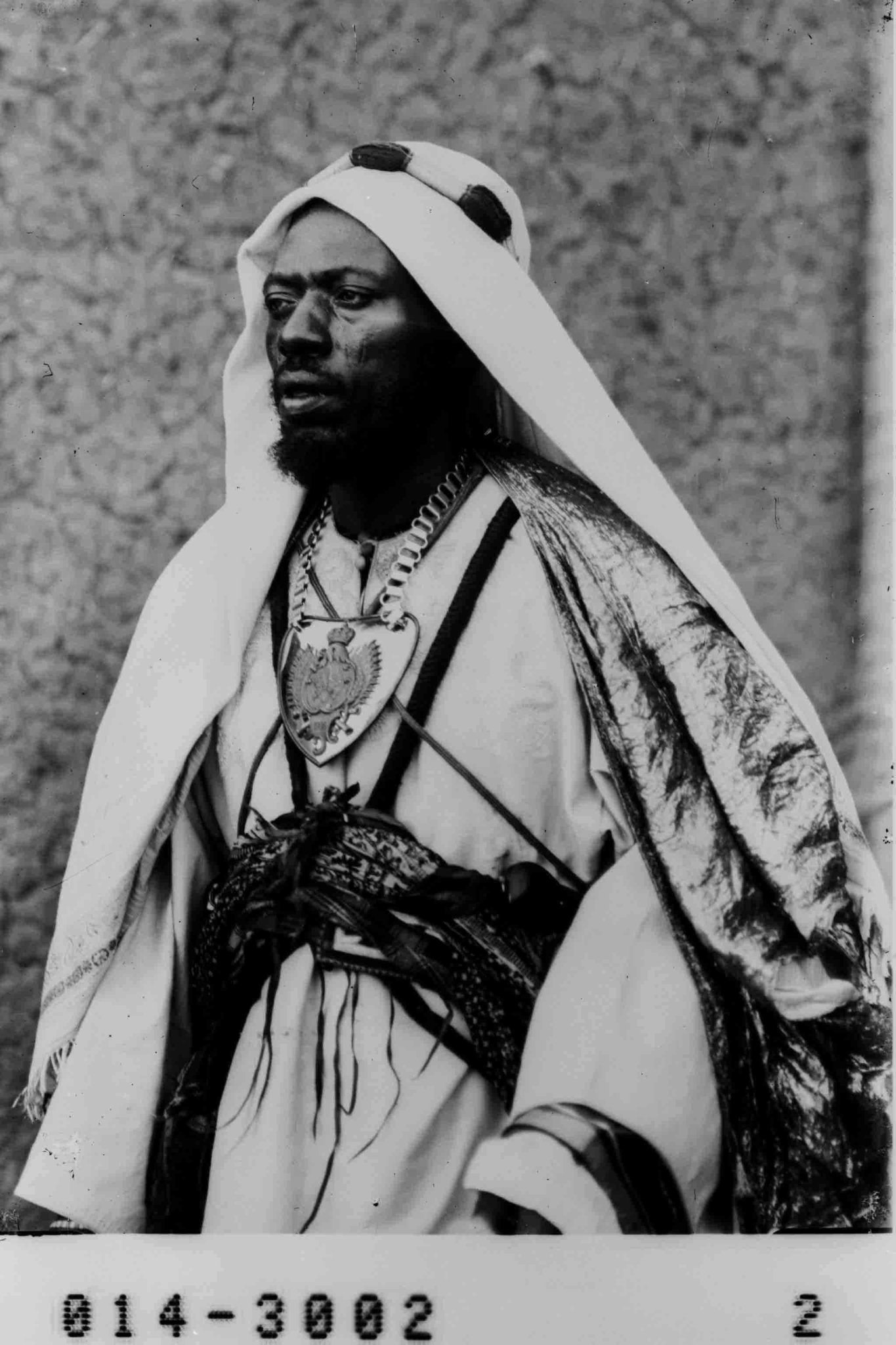
Санда Кура, шеху на короткий період після поразки Рабіха аз-Зубайра

Смерть Рабіха створила вакуум влади в імперії, що проклало шлях до колоніальної окупації. Як французи, так і британці намагалися вплинути на боротьбу між різними претендентами. На той час, як французькі війська вступили в контакт з принцами династії Аль-Канемі, які залишилися в живих, сили Аль-Канемі вже перегрупувалися під керівництвом визнаного претендента сина шеху Ібрагіма Кури Санди Кури.
Коли французи досягли військ Санди Кури, вони погодилися визнати його новим шеху, і 14 січня 1900 року його послідовники проголосили його таким. Після смерті Рабіха в Куссері його син Фадлаллах зібрав свою родину та майно в Дікві, а потім відступив на південь з п'ятитисячною армією, переслідуваний французами. Французи призначили Санду Куру новим правителем Борну в Дікві. Французи невдовзі висловили невдоволення управлінням Санди Кури. У липні/серпні його було звільнено з посади та в жовтні депортовано до Конго. На його місце в Дікві французи призначили шеху його більш поступливого брата Абу-Бакра Гарбая.
1902 року французький та британський колоніалізм поклав край імперії Канем-Борну. Як правитель Фадлаллах намагався заручитися підтримкою Великої Британії але 23 серпня 1901 року його армію наздогнали французькі війська в Гуджбі, а Фадлаллах загинув у подальшій битві. Хоча британські війська залишилися без свого представника, у березні 1902 року вони окупували значну частину Борну, переданого під протекторат Північної Нігерії. У 1902 році Абу-Бакар Гарбай покинув Діква, щоб стати формальним шеху «Британського Борно». Обставини цього незрозумілі; британські колоніальні джерела стверджують, що його запросили, і він прийняв запрошення, тоді як німецькі колоніальні джерела того ж часу стверджують, що його викрали британські війська. Абу-Бакар Гарбай залишив Дікву під опікою Санди Мандарами, брата колишнього шеху Кіярі, а у квітні 1902 року місто було окуповано французами та включене до складу французького Чаду.
Деякі люди в колишній імперії, зокрема народ тубу, підтримані Османською імперією та орденом сенусів, продовжували чинити опір колонізації. Опір значною мірою вщух до 1920 року, і французькі та британські колонії міцно утвердилися.
Поділ династії аль-Канемі під французьким та британським правлінням зберігся донині в еміратах Борно та Діква, двох традиційних державах у штаті Борно, Нігерія.

## Уряд та військові

### Суверен і аристократи
Титул маї по-різному прирівнюється до імператора або короля. Після прийняття ісламу правителів Канема почали називати султанами та емірами як у внутрішніх, так і в зовнішніх джерелах, поряд з традиційним стилем маї. Будь-який син маї мав право стати наступним маї, що іноді призводило до конфліктів за спадкоємство та громадянської війни. Постійні конфлікти та претензії суперників переслідували значну частину історії імперії, і практично жоден маї ніколи не був повністю впевненим у собі на троні.
У певний момент після прийняття ісламу, можливо, за правління Дунами II Даббалемі у ХІІІ столітті, імперія перейшла до феодальної політичної системи. Приблизно в цей час з'явився клас князів (маїна), і була розроблена велика система титулів, включаючи такі, як арджинома, єріма та тегома. Також почали з'являтися придворні титули, такі як мустерема (головний євнух) та цирома (спадкоємець престолу). Серед помітних жіночих фігур — гумсу (головна дружина маї), маїратин (принцеси) та маграм (офіційна сестра маї).
Двір маї характеризувався великою формальністю та церемоніальністю. Маї проводив аудієнцію з двором у занадірі, дерев'яній клітці. Придворні часто носили надто великі тюрбани та надмірно довгі сорочки, щоб їхня зовнішність відповідала їхньому соціальному статусу. Після 1846 року шеху перейняли деякі елементи попередніх маї. Їхній двір став більш формальним, хоча й не до такої ж міри, як у маї (наприклад, занадир не був прийнятий). Деякі з колишніх імператорських титулів застосовувалися до домогосподарства шеху; його старша дружина стала відома як я гумсу. Продовжували також використовуватисяа традиційні аристократичні титули, такі як мустерема та єріма.
Маї, а пізніше шеху, отримували допомогу в управлінні державною радою, яку називали нокуна або маджіліс. Рада зазвичай складалася з дванадцяти королівських, релігійних та військових видатних осіб (точний перелік посадовців міг відрізнятися), хоча точний урядовий устрій був гнучким і періодично змінювався.

### Адміністрація уділу
Управління уділами в імперії Канем-Борну здійснювалося через систему чіма, вперше розроблену за часів Сайфави, а пізніше успадковану як династією аль-Канемі, так і Рабіхом аз-Зубайром. Вся земля вважалася власністю правителя. Уділи надавались маї та шеху будь-яким особам, яких вони хотіли, включаючи придворних (коґунава), принців (аббава), принцес (нанава) та релігійних священнослужителів (улама). Власники вотчин могли жити на наданих їм землях, або ж жити в столиці і жити за рахунок отриманих доходів. Прикордонні вотчини могли надаватися військовим командирам, особливо нижчих класів, що слугувало зміцненню кордонів та подальшій інтеграції імперської периферії з центром. Деякі вотчини з часом закріплювалися за певними посадами і ставали спадковими. Більшість уділів поверталися до май або шеху після смерті власника; правитель міг перерозподілити їх на власний розсуд, як всередині родини колишнього власника, так і за її межами. Уділ також міг бути відкликаний за життя власника або проданий іншій особі самим власником.
Існувало два класи власників чіма: чіма гана (молодші чіма) та чіма кура (старші чіма). Чіма кури були формальними власниками уділу та могли володіти кількома територіями по всій імперії. Вони жили у столиці, тоді як окремими уділами від їхнього імені управляли чіма гани. Єдиною помітною фігурою серед знаті, яка не проживала в самій столиці, був галадім, високопоставлений губернатор західних провінцій. Як щоденні наглядачі, влада чіма гани на їхній території була майже необмеженою, за умови сплати податків та данини центральному уряду, підтримки закону та порядку, а також формування армій на вимогу суверена.
Кількість та розміри уділів імперії змінювалися протягом її історії. До 1893 року імперія була розділена на 524 уділи, якими управляли 104 чіма кура. До складу уділів могло входити як одне село, так і цілий район.

### Військова справа та воєнні дії
Армія імперії Канем-Борну приблизно до 1000-х років перетворилася на потужну силу, достатньо сильну, щоб контролювати торговельні шляхи поблизу центру імперії. Військові кампанії за межами території імперії протягом більшої частини її історії були зосереджені на набігах та встановленні данкових відносин, а не на прямому завоюванні. Коли потрібні були війська, їх набирали через систему удільних володінь чіма.
Імперія спиралася на кавалерію як центральну частину військових сил, а коней імпортували через торгівлю з Північною Африкою. За часів Дунама II Даббалемі в ХІІІ столітті імперія мала силу в 40 000 кавалерії. За часів правління Ідріса III Алуми у XVI столітті армію було модернізовано завдяки імпорту вогнепальної зброї та допомозі османських найманців та військових радників. Використання кавалерії було ще більше розширено, для далеких експедицій були введені верблюжі корпуси, почали використовувати укріплені табори, а також був створений флот поромів для логістики та переправ через річки. Також була запроваджена вогнепальна зброя, але її використання припинили до кінця XVIІ століття. Імперія все ще могла виставити 30 000 кавалеристів та 9 000 списоносців під командуванням Мухаммеда аль-Канемі у джихадах Фули, але до 1850-х років її чисельність швидко скоротилася приблизно до 10 000 кавалеристів.
Найвищий генерал і командувач армії носив титул кайґама і часто походив з середовища рабів. З XV по XIX століття кайґама мали власний вражаючий палац у Нґазарґаму. Походження назви кайґама неясне. Здається, що це перекладається як «господар Кайґа», можливо, спочатку стосуючися району на південний захід від озера Чад. Велика довіра покладалася на здібності кайґами; поразка на полі бою часто призводила до заміни кайґами. Деякі кайґами були достатньо впливовими та могутніми, щоб протистояти маї та скинути його.

## Суспільство

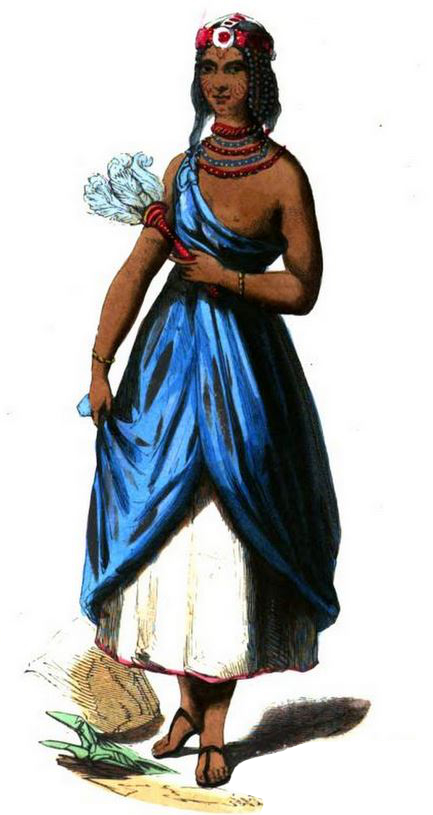
Молода жінка з Борну, картина Генріха Берґгауса (1847)

Активні контакти імперії Канем-Борну з Північною Африкою сприяли як торгівлі та дипломатії, так і культурним впливам. Імперія мала значний вплив у всьому своєму регіоні, причому як Нгузаргаму, так і пізніший Кукава були важливими центрами в регіоні Судан. На піку правління династії Сайфава безпека, яку забезпечувала держава, та її міцний контроль над торговельними шляхами призвели до поширеного прислів'я, що навіть «самотня жінка, прикрашена золотом, може ходити, не боячись нікого, крім Бога». Хоча протягом останніх століть імперська влада поступово занепадала, країна продовжувала мати символічне значення серед своїх сусідів. У 1800 році практично вся територія Хаусаленду все ще номінально була данником імперії та надсилала маї щорічні дари.
Завдяки поширенню ісламу та кануризації серед населення імперії, Канем-Борну поступово перетворився з дуже різноманітного королівства в Середньовіччі на відносно однорідну країну до 1800 року, якою правила могутня аристократія. Селянське населення імперії навертало до ісламу повільніше, ніж аристократія, але зусилля, починаючи з Середньовіччя, докладали релігійні вчителі, відомі як маллами. Маллами кочували сільськими районами імперії, і до 1800 року існувало багато так званих «сіл малламів», де освічені чоловіки займалися фермерством і навчалися разом, звільнені від податків. Сільське господарство імперії, ймовірно, було подібним до сільського господарства регіону сьогодні. Культури висаджували на початку сезону дощів (червень-жовтень). Основними культурами були різновиди гвінейського сорго та проса. Вирощували також інші культури, такі як кукурудзу, цибулю, рис, огірки, арахіс та калебаш, але в менших масштабах. У сухий сезон люди жили із запасів зерна та інших основних продуктів харчування. Основною валютою в імперії Канем-Борну були мідь та мушлі каурі.
Основою економіки імперії Канем-Борну була регіональна та міжрегіональна торгівля товарами. Імперія виробляла сіль, текстиль та сільськогосподарську продукцію, яка продавалася через транссахарську торгівлю. Соляна промисловість була особливо процвітаючою, виробляючи, можливо, 6500–9000 тонн на рік, і імперія могла постачати сіль по всьому навколишньому регіону. Як і в інших державах регіону, важливим фактором в економіці та суспільстві Канем-Борну також було рабство. Рабів збирали через торгівлю, данину з інших держав, а також шляхом набігів та війни, переважно проти немусульманських сусідів. Рабів продавали по-різному через транссахарську торгівлю або утримували на місці. Місцевих рабів використовували для виконання багатьох різних завдань, наприклад, у сільськогосподарському виробництві. Простолюдини обробляли власні землі та сплачували податки, тоді як аристократи залучали рабів для роботи. Рабів також застосовували у війську, тому імперія значною мірою покладалося на рабські кавалерійські загони.